# SC-3000
SC-3000（エスシーサンゼン）は、セガ・エンタープライゼスが発売したゲームパソコン。フォスター電機との共同開発。
日本国内では1983年7月15日にセガが発売し、海外ではOEM販売されていた。メーカー希望小売価格は29,800円。
また、1983年12月に初代機のチクレットキーボードをプラスティックの本格的なキーボードに改良した後継の上位機種である、SC-3000H（メーカー希望小売価格33,800円）を展開した。
SC-3000のSCは『Sega Computer』の略で、3000は約3万円という価格が由来で桁を1つ減らしたものである。

## 展開
開発にはフォスター電機の助けを借りた。同社はコスト削減に非常なノウハウがあった。安く上げるためにはこうするんだというやり方に、セガ側の担当者は驚いた。セガ側がガラスエポキシの両面基板を使うものとはなから決めてかかっていたところへ、フォスター電機は紙フォノールの片面基板を使うことでコストを削減した。出来上がってきた基板は、当時のセガの常識からするとジャンパー線の多数飛んだ異様な見てくれだったが、非常に安価にできるということで、それで進めることにした。システムプログラムを別売として高価だったROMとRAMを本体から切り離すことによって、同年11月発売のMSXと同等の性能で29,800円という当時のゲームパソコンよりも数万円安い低価格を実現した。また購入する言語によって、メモリ容量や、仕様を選択できるという利点もあった。このため発売前の受注段階で数万台の売上を計上したという。
この数字に自信を得たことや、同時期に任天堂がゲーム専用機を開発中であることを聞きつけた、当時社長の中山隼雄の鶴の一声で、SC-3000からキーボードやビデオ出力端子、カセット、プリンタ端子などを廃したことにより、ほぼ半額の15,000円という大幅なコストダウンを実現した廉価版SG-1000も同日に発売した。なお、任天堂のファミリーコンピュータも同日に発売されている。
日本国外にも展開され、オーストラリア・ニュージーランドを中心とするオセアニア地域では、オーストラリアではJohn Sands社、ニュージーランドではGRANDSTAND社によってOEM販売され、当時は低価格帯のパソコン市場に競合機が存在しなかったこともあって、市場をほぼ独占する成功をおさめた。日本同様テープ版ソフトやスーパーコントロール・ステーションが発売されたほか、日本未発売のライトペンや3インチディスクのパッケージソフトも発売された。ニュージーランドではSC-3000専門誌「SEGA Computer」も刊行されていた。この人気は、Amstrad CPCがオセアニアに上陸する1986年頃まで続いた。
フランスではYEN-O社によってOEM販売されていたほか、スペイン、イタリアでもOEM販売された。販売台数は欧州だけで初年度で十数万台と「初年度で国内外合わせて20万台」というセガの見込みを超える成功を収めたが、セールスではゲームソフトを遊ぶ事だけに特化したSG-1000の方が圧倒的に売れ行きが良かったことから、以後は家庭用ゲーム専用機の開発へとシフトしていった。

## ハードウェア
CPUやVDPはMSX1やSORDのM5等と同じで、ほぼ同等の性能・表現力を持つ。ただし、これらは開発時に意識したという訳では無く、当時のゲームパソコンで低価格を実現するためにチップなどの汎用部品を採用した結果ほとんど同じような構成になったという。そのため、コンピューターとしてのアーキテクチャーはすべて異なり、ハードウェア・ソフトウェア共に互換性は無いが、その類似性を使用し、機種依存部を書き換えコンバートしたMSXソフトウェアの海賊版などが、海外では発売されている。
ボディーカラーとして黒、白、赤の3色が存在した。

## 仕様

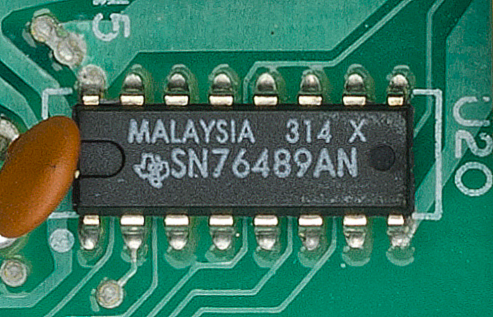
SN76489AN

- CPU：NEC μPD780C （Z80A互換）（クロック周波数3.58MHz）
- VDP：TMS9918A
  - テキスト表示：38桁28行[2]
  - グラフィック表示：256x192ドット 16色[2]
- RAM：2KB[2]
  - BASIC-LEVEL II A：515Byte
  - BASIC-LEVEL II B：1KB
  - BASIC-LEVEL III A：16KB
  - BASIC-LEVEL III B：32KB
  - ホームベーシック：32KB（実利用フリーエリアは26KB）
- VRAM：16KB[2]
- サウンド機能：SN76489（PSGと機能はほぼ等価。ハードウェアによるエンベロープが無い反面、ノイズの出力をトーン出力と独立して制御可能になっている。）
- インターフェイス
  - シリアルインターフェイス[2]
  - プリンターインターフェイス
  - カセットインターフェイス（IN,OUT）
  - AVOUT
  - ジョイスティックインターフェイス（端子形状はATARI規格と同一、ピン配置は異なる）
- サイズ：幅353mm、奥行210mm、高さ46mm[2]
- 重さ：約1.1Kg[2]

## 周辺機器
オプションとして、データレコーダSR-1000(9,800円)が発売されており、入出力を音でモニタできるほか、音声の入出力の信号に伴い、読み込み終了時にはモーターが停止、書き込み時には自動的にモーターが動作するようになっている。これらの実装に伴い、予約語としては用意されているMOTOR命令や、実際のREMOTE端子はハードウェア的に省略されているが、BASIC内部では、制御が行われている。
また、3インチコンパクトフロッピーディスクドライブ・64KBの拡張RAM・8KBの拡張ROM・プリンターポート・シリアルポートを搭載した拡張ユニット、スーパーコントロール・ステーションSF-7000（79,800円）も発売されていた。カートリッジの端子に接続し、ディスクから、起動することが可能になっている。フロッピーへの入出力に対応したF-BASICが添付された。
オプションとして、ジョイスティック(2本)が4,000円で提供された。

## ソフトウェア
SC-3000に対応したソフトウェアの供給は主にカートリッジ媒体によって行われ、ゲームソフト、BASIC、学習用ソフトなどが供給された。
BASICカートリッジを装着することで、当時一般的だったBASIC言語によるプログラミングをすることができ、レベルII・レベルIII・ホームベーシックのように、RAMサイズ・命令・数値計算の精度が異なる複数のバリエーションが用意されていた（レベルIIのBASICカートリッジは5,800円、レベルIIIは9,800円）。レベルIIではSC-3000用のレベルIIAとSG-1000/SG-1000II対応のレベルIIBとがあった。なおレベルII、レベルIIIとも予約語が少なく、M5のBASIC-Gや、MSX-BASICの方が、BASICとしては高機能だった。
後に登場したホームベーシックは、扱う数値が整数型になったために算術関数関連の命令が大幅に削除された。反面、処理速度が向上しPLAYステートメントが追加されたことで音楽演奏は容易となりスプライト衝突割り込み命令も追加されてよりゲーム作成が行いやすくなった。またメニューから呼び出せるサンプルゲームやスプライトエディタが搭載されており、言語のみではなく、単体で使えるユーティリティーを内蔵しているところは、翌1984年6月に発売されたファミリーコンピュータのファミリーベーシックも同様である。
キーボードを活用したソフトウェアとしては、BASICの他に、数学や英語などの学習カートリッジが発売されていた。

## 派生機種

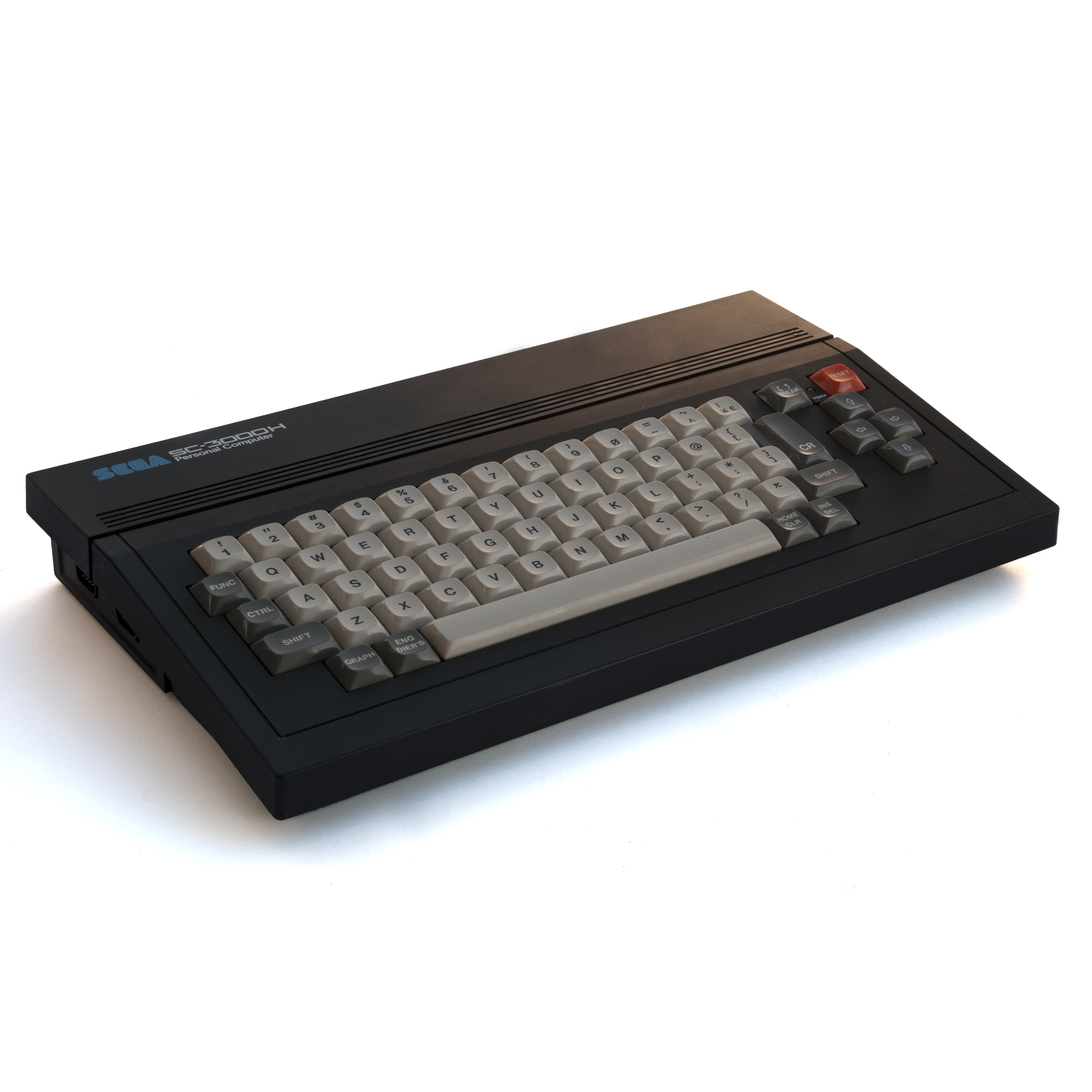
SC-3000H

SC-3000Hや本機のアーケード版とも言える「パソコン学習机」も存在する。パソコン学習机は筐体に内蔵されたBASIC・各種ゲームカートリッジをコイン投入後、一定時間利用できる。
1983年5月25日に東京流通センターで開催された『マイクロコンピュータショウ'83』では、ハードキーボードのSC-5000が発売予定として展示されており、電波新聞ではPC-8001と同等の機能でCPUは16ビットも検討して9月に出荷予定と報じられたが、後のSC-3000Hと考えられている。ただしキーボード配列がSC-3000Hと異なり、SC-3000にあるいくつかのキーが欠けていて、SC-3000にはない「CAN」キーがあるなどの相違がある。